# Günther (adelsätt)
Günther är en svensk adelsätt introducerad på Riddarhuset i Stockholm med ursprung i Ostpreussen. Günther adlades 18 mars 1720, och introducerades samma år.

## Historik
Ätten härstammar från Königsberg, Preussen, där Julius Andreas Günther var kunglig preussisk kammarmästare under mitten av 1600-talet. Hans hustru Maria Elisabeth Kalisch kom från Kurland, och hennes far var residens i Königsberg åt hertigen av Kurland.
Till Sverige inkom ätten med deras son majoren Christian Ernst Günther (1685-1772), som övergick i svensk tjänst i Breitholz' infanteriregemente 1707. 1720 adlades han tillsammans med sin bror, överstelöjtnanten vid Upplands ståndsdragonregemente, Julius Günther (1691-1778), på nummer 1 723, och introducerades på Riddarhuset samma år. Julius Günther fick inga efterkommande, varmed alla senare medlemmar av ätten stammar från dennes bror Christian Ernst. Han var gift med Brita Margareta Linroth, vars mor tillhörde ätten Ehrenpreus. Deras dotter var gift med greve Hård. Ätten fortlevde med en bror till henne, ryttmästaren vid Västgöta kavalleri Gustaf Ernst Günther som var gift med Hedvig Augusta von Törne, vars mor var en Linroth och som var Bureättling.
En son till Gustaf Ernst Günther och Hedvig Augusta von Törne förde ätten vidare på svärdssidan, kaptenen Christian Ernst Günther, gift med Agneta Charlotta Carpelan. En dotter gifte sig med medicine assessorn Sven Abraham Westman och hennes syster gifte sig med Emanuel af Geijerstam. Av deras bröder fick bara en barn som förde ätten vidare på svärdssidan, Claes Günther som var gift med Hilda Grevesmühl, vars mor var en Klingspor. En ättling till dessa var utrikesminister Christian Günther.

## Ättemedlemmar
- Claes Günther (1799–1878), jurist och politiker
- Ernst Günther (1850–1927), ämbetsman och diplomat
- Christian Günther (1886–1966), diplomat och utrikesminister